# Spoorlijn Graffenstaden - Hausbergen
De Spoorlijn Graffenstaden - Hausbergen is een Franse spoorlijn van Geispolsheim ten zuiden van Straatsburg naar Souffelweyersheim ten noorden van Straatsburg. De lijn is 6,8 km lang en heeft als lijnnummer 138 000.

## Geschiedenis
Het gedeelte tussen Graffenstaden en Strasbourg-Koeningshoffen was oorspronkelijk onderdeel van de spoorlijn Strasbourg-Ville - Saint-Louis, geopend door de Compagnie du chemin de fer de Strasbourg à Bâle op 22 augustus 1841. Het gedeelte tussen Strasbourg-Koenigshoffen en Hausbergen werd op 3 juli 1906 geopend door de Reichseisenbahnen in Elsaß-Lothringen. 

## Treindiensten
De lijn is alleen in gebruik voor goederenvervoer.

## Aansluitingen
In de volgende plaatsen is of was er een aansluiting op de volgende spoorlijnen:
Graffenstaden
RFN 115 000, spoorlijn tussen Strasbourg-Ville en Saint-Louis
RFN 141 000, spoorlijn tussen Graffenstaden en Strasbourg-Neudorf
Strasbourg-Koenigshoffen
RFN 110 306, raccordement Strasbourg - Koenigshoffen-Nord
RFN 110 311, raccordement Strasbourg - Koenigshoffen-Sud
RFN 141 306, raccordement tussen Strasbourg-Neudorf en Strasbourg-Koenigshoffen
Hausbergen
RFN 070 000, spoorlijn tussen Noisy-le-Sec en Strasbourg-Ville
RFN 139 300, raccordement tussen Hausbergen en Strasbourg-Cronenbourg V1C
RFN 139 301, raccordement tussen Hausbergen en Strasbourg-Cronenbourg spoor H
RFN 139 302, raccordement tussen Strasbourg-Cronenbourg en Strasbourg-Koenigshoffen VK
RFN 145 306, raccordement van Bischheim

## Elektrische tractie
Het traject werd in 1957 geëlektrificeerd met een spanning van 25.000 volt 50 Hz wisselstroom. 

## Galerij

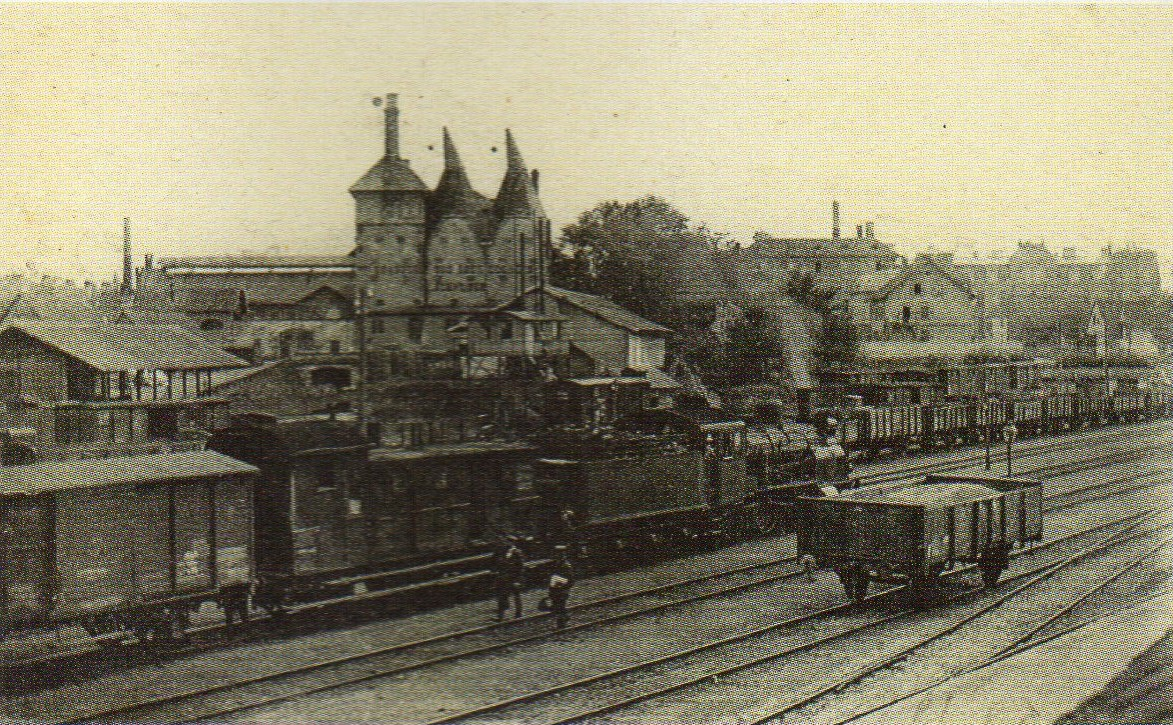
Station Strasbourg-Koenigshoffen rond 1900
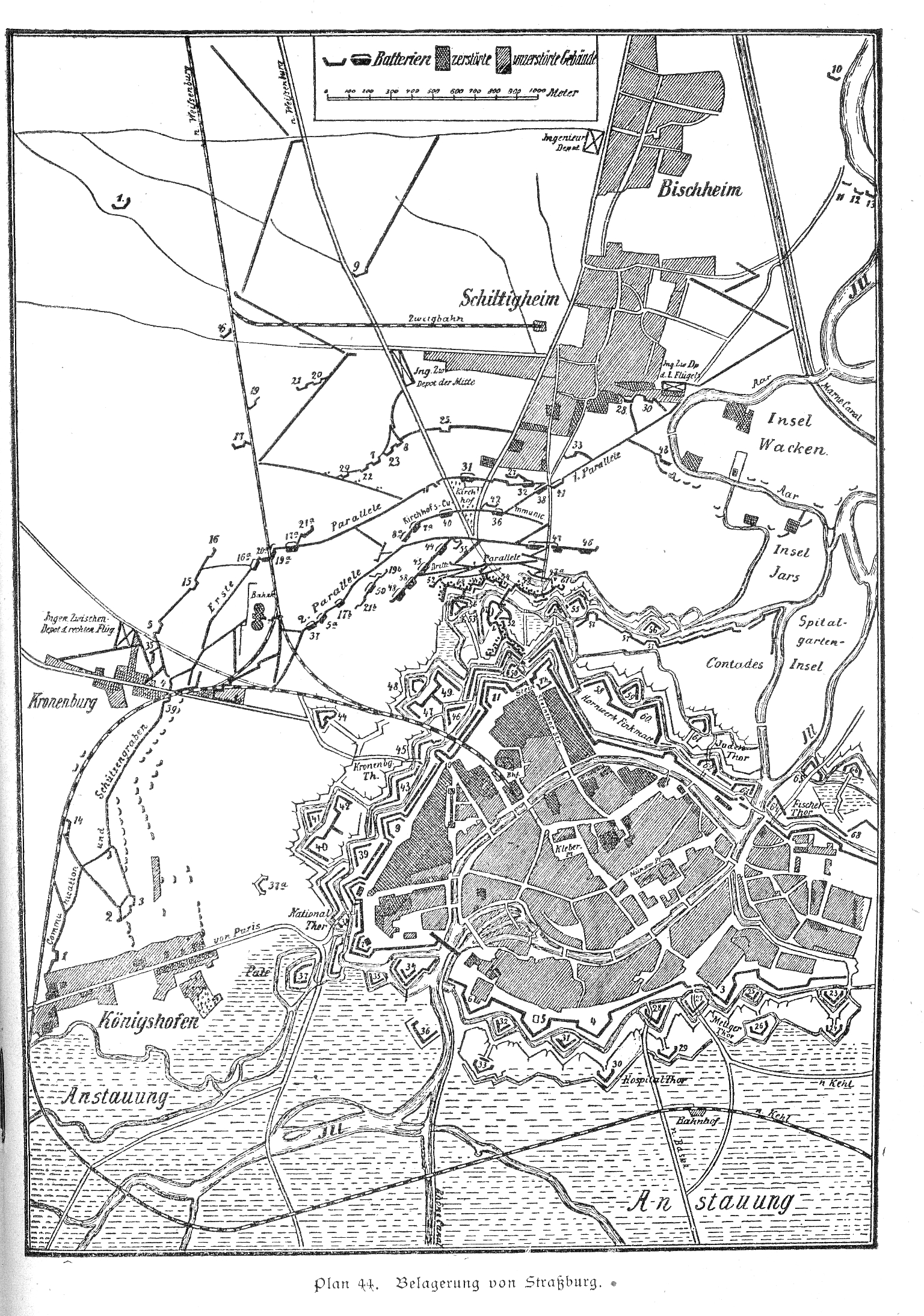
De spoorsituatie rond Straatsburg in 1870